# Johann Rickmers
Johann Rickmers, genannt Hans Rickmers (* 7. Mai 1881 in Bremen; † 28. November 1923 in München) war ein deutscher Putschist. Er wurde als einer der 16 getöteten Putschteilnehmer des gescheiterten Hitler-Putsches bekannt.

## Biografie
Rickmers entstammte der bekannten Bremer  Reederfamilie Rickmers als Sohn des Wilhelm Rickmers. Nach dem Schulbesuch war er als Eleve auf dem Gut Erpenbeck bei Lengerich in Westfalen tätig. Zwischenzeitlich gehörte er von 1902 bis 1904 dem 1. Leib-Husaren-Regiment (Totenkopfhusaren) an. Anschließend wurde Rickmers durch seine Heirat Rittergutsbesitzer auf Gut Vortlage bei Lengerich. Ab 1914 nahm er als Leutnant am Ersten Weltkrieg teil, zunächst im Osten (Kurland, Litauen und Galizien) und ab 1917 im Westen. Er wurde mit dem Eisernen Kreuz und dem Hanseatenkreuz ausgezeichnet.
Nach 1918 engagierte Rickmers sich in der völkisch-nationalistischen Wehrverbandsbewegung. Er wurde Führer eines Bataillons des Freikorps Oberland. Sein Landhaus in Oberalting bei Herrsching am Ammersee wurde zum Mittelpunkt einer Untergruppe der Oberländer, die dort ihre Zentrale und ihr Waffenlager einrichteten.
Im November 1923 beteiligte Rickmers sich mit dem Bund Oberland am gescheiterten Hitler-Putsch in München. In der Nacht vom 8. zum 9. November übernahm Rickmers’ Gruppe Oberalting die Torwache im Bürgerbräukeller als dem Hauptquartier der Putschisten. Am Mittag des 9. November 1923 wurde Rickmers, dessen 5. Kompanie des Bundes Oberland den Marsch auf die Feldherrnhalle anführte, bei einem Zusammenstoß der Putschisten mit der Landespolizei und einem Schusswechsel auf dem Odeonsplatz vor der Feldherrnhalle schwer verletzt. Am 28. November erlag er seinen Verletzungen. Dreizehn weitere Putschisten und vier Polizisten starben ebenfalls auf dem Odeonsplatz.
Rickmers wurde auf der Gräberinsel von Haus Vortlage bei Lengerich begraben.
Adolf Hitler widmete im Vorwort den 16 getöteten Putschteilnehmern 1925 den ersten Band seines zweibändigen Buches Mein Kampf (alle 16 sind dort namentlich genannt).
Nach der Machtergreifung des NS-Regimes 1933 wurde an der Feldherrnhalle in München eine Tafel mit den Namen der 16 angebracht, die von einer Ehrenwache der SS bewacht wurde. Jeder Passant, der an dieser Tafel vorbeikam, war verpflichtet, diese mit dem Hitlergruß zu ehren. 1935 wurden auf dem Königsplatz zwei „Ehrentempel“ als gemeinsame Grabanlage errichtet. Rickmers’ Urne wurde nach München überführt und am Königsplatz beigesetzt. Bis 1945 inszenierten das NS-Regime und die NS-Propaganda einen Kult um die „Blutzeugen der Bewegung“.
In der Zeit des Nationalsozialismus wurden außerdem zahlreiche Straßen und Plätze in deutschen Städten nach Rickmers benannt, so die in Gelsenkirchen, Ibbenbüren, Jena, Münster, Recklinghausen, Lengerich, Johann-Rickmers-Straße in Danzig, 1935 die Rickmersstraße in Wuppertal und der Johann-Rickmers-Platz in München. Ferner gab es nach Rickmers benannte Schulen sowie in seiner Geburtsstadt Bremen im Bereich Schwachhausen/Horn eine NSDAP-Ortsgruppe, die seinen Namen trug. Am 9. November 1936 wurde im heutigen Rhododendronpark Bremen eine Gedenkstätte mit dem so genannten „Rickmers-Stein“ eingeweiht. Neben dem Hakenkreuz enthielt der Stein die Inschrift: „Rittmeister Hans Rickmers, geboren 7. Mai 1881, gefallen 9. November 1923 vor der Feldherrenhalle in München“. Das erste Teilstück des Parks wurde 1937 als Rickmers-Park eingeweiht. Auf Helgoland wurde er wegen der Herkunft seiner Familie besonders verehrt. 1934 wurde eine wichtige Uferbefestigung am Nordstrand im Unterland nach ihm Rickmers-Bollwerk benannt.
Die SA-Sturm 21 führte die Bezeichnung Sturm 21 Hans Rickmers.

## Archivische Überlieferung
Im Institut für Zeitgeschichte hat sich eine Materialsammlung des Hauptarchivs der NSDAP über Rickmers erhalten. Diese hat einen Umfang von 90 Blatt und umfasst u. a. Feldpostbriefe und eine Aufzeichnung über den Novemberputsch (MA 744/1).